# Lokale Messbarkeit
In der Mathematik, genauer in der Maßtheorie, ist lokale Messbarkeit eine Eigenschaft, die Funktionen zukommt.

## Definition
Sei {\displaystyle (\Omega ,{\mathcal {A}},\mu )} ein Maßraum und {\displaystyle (S,{\mathcal {B}})} ein Messraum. Eine Abbildung {\displaystyle f\colon \Omega \to S} heißt lokal messbar, falls für jedes {\displaystyle A\in {\mathcal {A}}} mit {\displaystyle \mu (A)<\infty } die Abbildung {\displaystyle f|_{A}\colon (A,{\mathcal {A}}\cap A)\to (S,{\mathcal {B}})} messbar ist, d. h. falls für jedes {\displaystyle B\in {\mathcal {B}}} stets {\displaystyle f^{-1}(B)\cap A\in {\mathcal {A}}} ist.

## Eigenschaften
- Jede messbare Funktion ist auch lokal messbar.
- Ist {\displaystyle (\Omega ,{\mathcal {A}},\mu )} ein σ-endlicher Maßraum, so ist jede lokal messbare Funktion auch messbar, im Allgemeinen ist dies jedoch falsch.